# Suzanne Lindon
Pour les articles homonymes, voir Lindon.
Suzanne Lindon, est une actrice, scénariste et réalisatrice française née le 13 avril 2000 à Paris.

## Biographie

### Jeunesse et formation
Née le 13 avril 2000, Suzanne Lindon est issue d'une famille juive française : son père est l'acteur Vincent Lindon dont le père est juif ashkénaze et sa mère est l'actrice Sandrine Kiberlain dont les parents sont juifs polonais,,. Son arrière-grand-père Raymond Lindon est magistrat et maire d'Étretat entre 1929 et 1959, et son grand-oncle Jérôme Lindon est directeur des éditions de Minuit.
Maintenue à l'écart de la presse pendant son enfance, elle ne participe que brièvement en 2016, comme figurante, à un court-métrage réalisé par sa mère : Bonne figure avec Chiara Mastroianni, présenté en séance de clôture de la Semaine de la critique à Cannes en mai 2016.
Après une scolarité au lycée Henri-IV, elle intègre l'École nationale supérieure des arts décoratifs de Paris en 2019.

### Carrière
En 2017, alors qu’elle est encore lycéenne, le magazine Vogue Italia lui consacre plusieurs pages dans lesquelles elle est interviewée puis mise en scène dans une série de photographies réalisées par Paolo Roversi. En 2020, alors qu'elle a vingt ans, le créateur Hedi Slimane la choisit comme égérie de la maison de couture Celine, séduit par « son allure androgyne et son élégance parisienne »..
En 2020, Suzanne Lindon tourne son premier long métrage, Seize Printemps, dans lequel elle interprète le premier rôle face à Arnaud Valois. Sélectionné en compétition officielle au Festival de Cannes la même année, le film n’y est cependant pas présenté, l’édition étant annulée à cause de la pandémie de Covid-19. Prévu dans les salles pour 2020, Seize Printemps voit sa sortie repoussée en raison de la fermeture des cinémas provoquée par la pandémie. Ce premier film narre l'histoire d’une adolescente âgée de seize ans qui, chaque jour, passe devant le même théâtre et y rencontre un acteur âgé de 35 ans dont elle tombe éperdument amoureuse. La bande originale du film est réalisée par Vincent Delerm. L'accueil est divisé. Le film est mal reçu par une partie de la presse et sur les réseaux sociaux notamment, où survient une polémique liée au népotisme et à la promotion de ce type de relations. A contrario, il a été défendu lors de sa sortie par des journaux tels que Libération avec un portrait consacré à la réalisatrice, mais aussi Le Monde et Le Figaro. La même année, le film est sélectionné pour le Festival international du film de Toronto (TIFF) ainsi qu'au Festival international du film de Saint-Sébastien,.
En 2022, elle joue dans la saison 2 de la série télévisée En thérapie, aux côtés notamment de Frédéric Pierrot, Charlotte Gainsbourg, Jacques Weber, et Eye Haïdara, interprétant le rôle de Lydia, une jeune étudiante en architecture atteinte d’un cancer, qui refuse obstinément de se soigner ; ses sept épisodes sont réalisés par Arnaud Desplechin. La série génère plus de 20 millions de vues et la performance de Suzanne Lindon est saluée par la critique,,.
En 2025, elle signe en tant que co scénariste l'écriture de Le Cri des gardes de Claire Denis, une adaptation de la pièce Combat de nègre et de chiens de Bernard-Marie Koltès,.
En 2025, elle tient le rôle principal de La Venue de l'avenir de Cédric Klapisch,.

## Filmographie

### Réalisatrice
- 2021 : Seize Printemps

### Scénariste
- 2021 : Seize Printemps

### Actrice

#### Cinéma
- 2021 : Seize Printemps elle-même : Suzanne
- 2022 : Les Amandiers de Valeria Bruni Tedeschi : la serveuse
- 2025 : La Venue de l'avenir de Cédric Klapisch : Adèle

#### Série télévisée
- 2022 : En thérapie, saison 2, épisodes 3, 8, 13, 18, 23, 28, 33, réalisés par Arnaud Desplechin : Lydia

## Distinctions

### Récompenses
- Mar del Plata International Film Festival 2020 : mention spéciale du Prix Signis pour Seize Printemps[22]
- Macau International Movie Festival 2020 : meilleure réalisatrice pour Seize Printemps[23]

### Nominations
- Festival de Cannes 2020 : Sélection officielle pour Seize Printemps[24]
- Toronto International Film Festival 2020 : Discovery TIFF '20 pour Seize Printemps[25]
- San Sebastián International Film Festival 2020 : New Directors pour Seize Printemps[26]
- Chicago International Film Festival 2020 : New Directors Competition et Women in Cinema pour Seize Printemps[27]
- Mar del Plata International Film Festival 2020 : Best Film pour Seize Printemps[22]